# Гед Раузінг
Гед Андерс Раусінг (швед. Gad Anders Rausing; 19 травня 1922, Бромма — 28 січня 2000, Монтре) — шведський промисловець і підприємець, разом зі своїм братом Гансом Раусінгом керував створеною їх батьком Рубеном Раусінгом компанією Tetra Pak. Компанія в 2011 році стала найбільшою в світі з виробництва харчових упаковок. Ганс Раусінг був генеральним директором компанії, а Гед обіймав посаду заступника і паралельно займався технологічними дослідженнями.
Гед Раусінг протягом свого життя захоплювався археологією і гуманітарною діяльністю. У 1967 році в Лундському університеті він здобув ступінь доктора філософії з історії, захистивши дисертацію з луків і наконечників стріл, характерних для жителів стародавньої Скандинавії. Він поєднував посаду заступника директора Tetra Pak з постом викладача інституту археології Лундського університету, а також став автором кількох книг.

## Біографія

### Родина
Гед Раусінг був старшим сином промисловця Рубена Раусінга і його дружини Елізабет Вареніус. Також у нього були два молодших брата: Ганс і Свен. Гед Раусінг був одружений з Біргіт Раусінг, від якої у нього народилися четверо дітей: Фінн, Йорн Раусінг та Кірстен. Фінн, Йорн і Кірстен входять до складу ради директорів компанії Tetra Laval: Йорн відповідає за злиття і поглинання в групі, Фін очолює Королівський інститут прикладної економіки, а Кірстен паралельно займається вирощуванням скакових коней в Англії.

### Кар'єра в Tetra Pak
Гед вивчав хімію в Лундському університеті, починав свою кар'єру в дослідницькій лабораторії компанії його батька Åkerlund & Rausing, де працював у команді розробників нових матеріалів для упаковок (у формі тетраедра) молочних продуктів. Саме тетраедр став символом компанії Tetra Pak, заснованої в 1951 році дочірнім підприємством Åkerlund & Rausing.
У 1954 році Гед приєднався до компанії Tetra Pak і став заступником директора. Протягом років його компанія розрослася від маленького сімейного підприємства з шістьма робітниками до транснаціональної корпорації з більш ніж 20 тисячами працівників до 2011 року: заслуга в лідерстві компанії на ринку виробників упаковок для продуктів належала братам Гансу і Геду Раусінгам. Винахід асептичних упаковок, до якого доклали руку Гед і Ганс, став найважливішим нововведенням у харчовій промисловості XX століття.
У 1985 році посаду генерального директора компанії покинув Ганс Раусінг, але конгломерат залишався під опікою Геда Раусінг. У 1996 році Гед отримав половину всіх акцій Tetra Pak від свого брата, сума угоди становила приблизно від 4 до 7 млрд доларів США.

### Наука і суспільство
Гед Раусінг, вивчав хімію в Лунському університеті, зробив наукову кар'єру, захистивши дипломну роботу з археології Скандинавії і ставши викладачем Інституту археології в університеті Лунда. На питання про те, як йому вдалося поєднати і бізнес-кар'єру, і посаду викладача, він пояснював, що знаходив достатньо часу в аеропортах та літаках. Також він був членом Королівської шведської академії літератури, історії та античності, почесним доктором Королівського технологічного інституту Стокгольма у 1983 році.

### Благодійність і патронаж
Раусінг був спонсором багатьох дослідницьких проектів: так, він виділив кошти на розкопки старовинного міста Бірка в околицях Стокгольма, економічного центру середньовічної Скандинавії. Разом зі своєю дружиною Біргіт він заснував фонд, який виділяє кошти на дослідження в галузі гуманітарних наук і співпрацює з Лундським і Оксфордським університетами. У 2002 році діти Геда Раусінга, Фін, Йорн і Кірстен заснували премію імені Геда Раусінга за видатні дослідження в галузі гуманітарних наук.

## Пам'ять

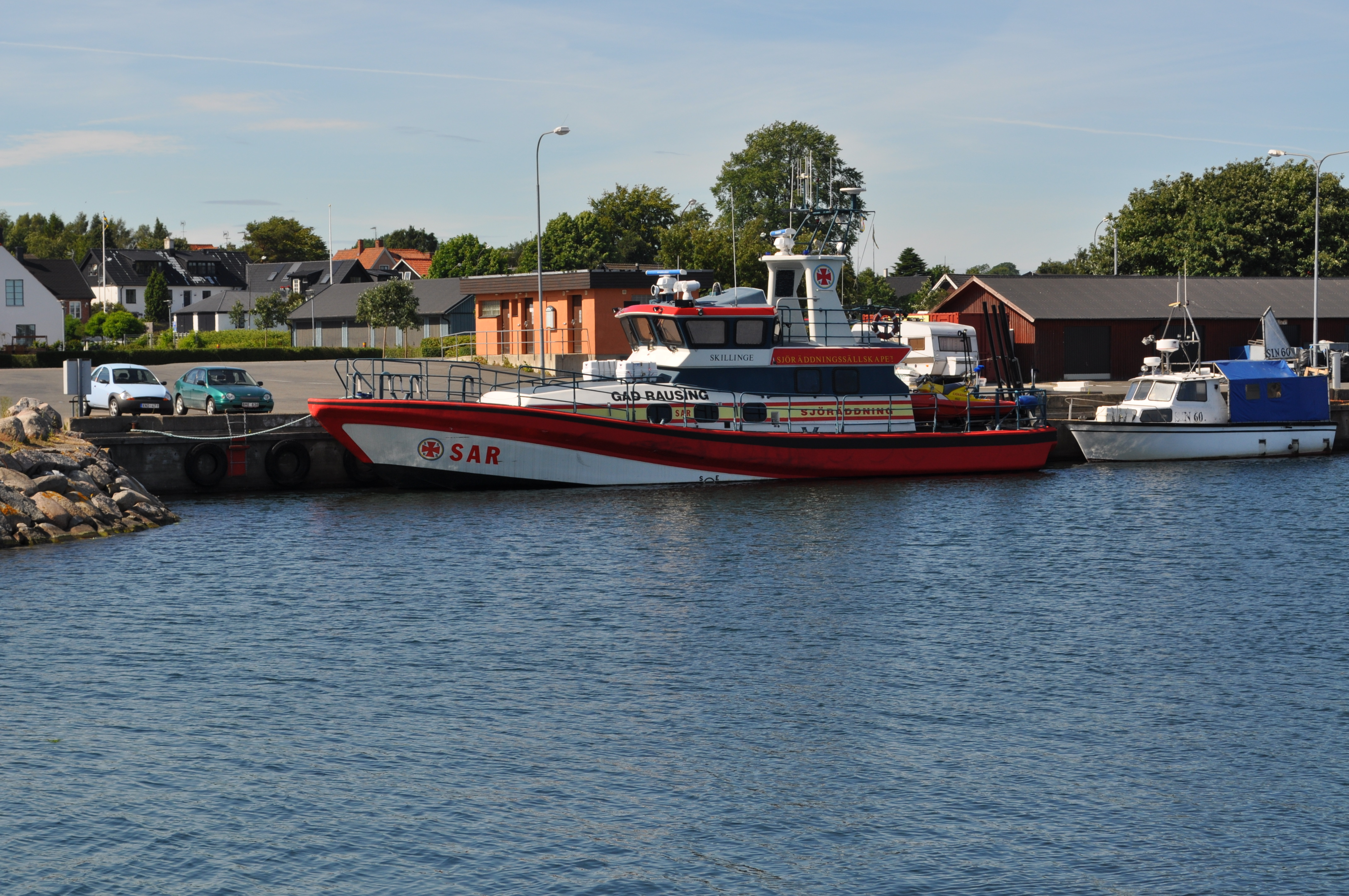
Рятувальне судно Gad Rausing

- Бібліотека в Лахорському університеті наук управління в Пакистані нині носить ім'я Геда і Біргіт Раусінгів на знак визнання їх заслуг у будівництві бібліотеки[17]. Відкриття бібліотеки відбулося 17 березня 2011 року в присутності Денніса Йонссона, виконавчого директора Tetra Pak: на будинку з'явилася меморіальна табличка.
- На кошти Tetra Laval у морській Рятувальній спільноті Швеції були придбані рятувальні кораблі, головний з яких отримав ім'я Геда Раусінга і був побудований в 2002 році.

### Шведською
- Arkeologien och naturvetenskaperna (1958)
- Lars Lawskis vapensamling (1960)
- Arkeologien som naturvetenskap (1971)

### Англійською
- Rausing, Gad, Beowulf, Ynglingatal and the Ynglinga Saga: or fiction history? Fornvännen 80, s. 163—178 (1985)
- Rausing, Gad, China and Europe: some notes on communications in early times, Lund: Tetra Pak International, 1996
- Rausing, Gad, Ecology, economy and man, Malmö: Liber Läromedel/Gleerup, 1981
- Rausing, Gad, Hidden gold and lost river: some archaeological thoughts, ingår i: Vi får tacka Lamm (Festskrift till Jan Peder Lamm). 2001. ISBN 91-89176-16-2
- Rausing, Gad, Lars Lawskis vapensamling, Norrköping: Norrköpings museum, 1960
- Rausing, Gad, Miklagård and Möcklagård: Byzantium and a «royal farm» in Sweden, ingår i: Språkets speglingar: festskrift till Birger Bergh. 2000. ISBN 91-87976-13-7
- Rausing, Gad, Prehistoric boats and ships of northwestern Europe: some reflections, Malmö: Liber Förlag/Gleerup, 1984
- Rausing, Gad, The bow: some notes on its origin and development, Lund: Gleerups, 1967